# توبياس وولف
توبياس وولف (بالألمانية: Tobias Wolf)‏ (6 أغسطس 1988 بفولدا في ألمانيا - ) هو لاعب كرة قدم ألماني في مركز حراسة المرمى. لعب مع كيكرز أوفنباخ وبروسيا فلدا ‏ ونادي هسن كاسل.

## وصلات خارجية
- توبياس وولف على موقع قاعدة بيانات كرة القدم.إي يو (الإنجليزية)
- توبياس وولف على موقع بيانات كرة القدم. دي إي (الألمانية)
- توبياس وولف على موقع عالم كرة القدم.نت (الإنجليزية)